# Xiezhi

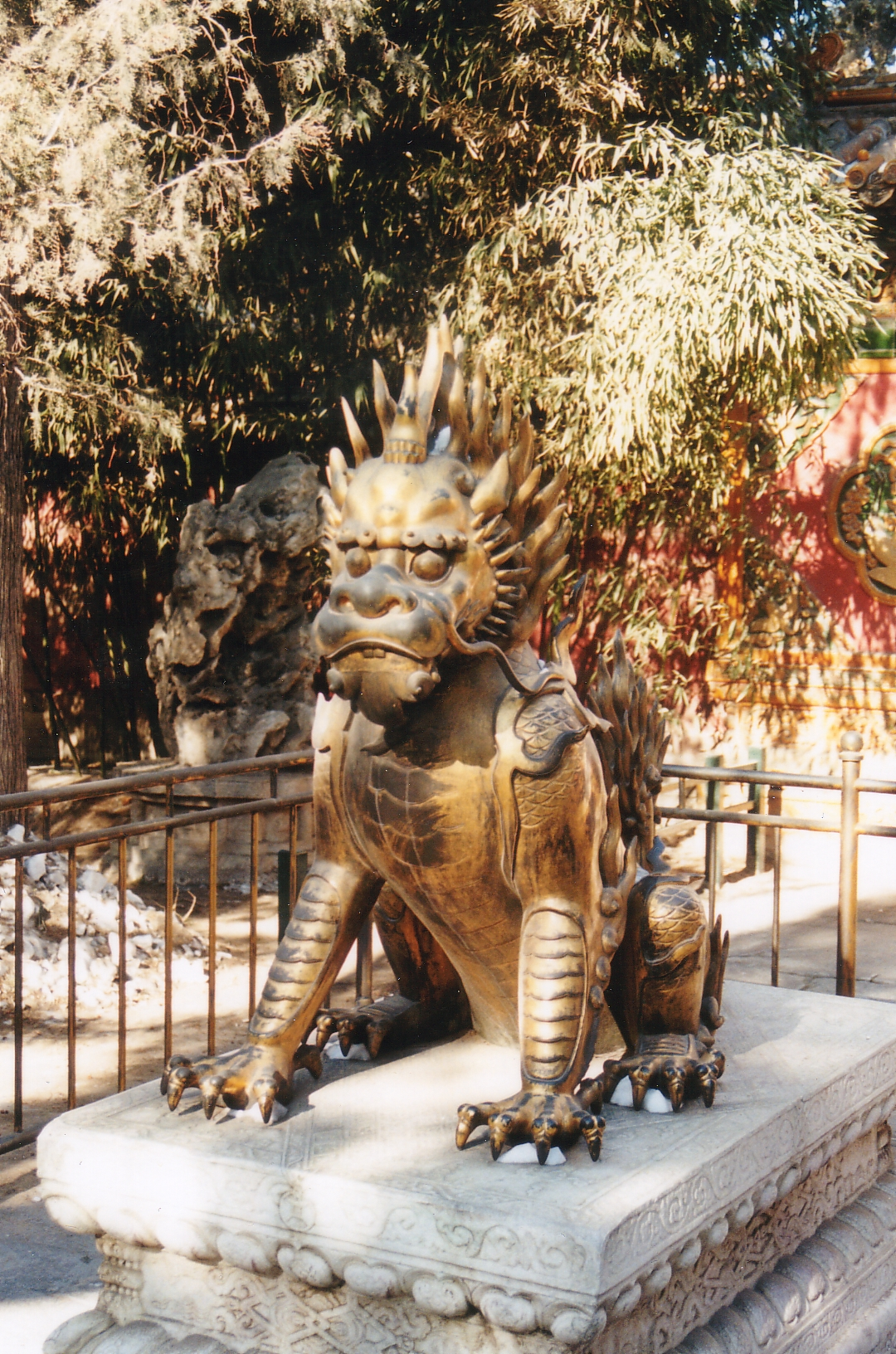
Un xiezhi en la Ciudad Prohibida en la República Popular de China.

El xiezhi (chino: 獬 豸) o haetae es una criatura legendaria en la mitología china .

## China
Según la leyenda, el ministro Gao Yao del Emperador Shun tenía una criatura mítica llamada zhi (廌), que usaba en los procesos penales, siempre que tenía dudas. El animal instintivamente distinguía al inocente del culpable; golpeando a este último con su cuerno.
Las menciones del xiezhi en la literatura china se remontan a la dinastía Han, donde el erudito Yang Fu lo describe como una "bestia justa pasiva agresiva, que critica a la parte equivocada cuando ve una pelea, y muerde a la parte equivocada cuando escucha un argumento". Se describe en el Shuowen Jiezi como "una bestia fuerte con un solo cuerno; en la antigüedad. Solucionaba disputas al embestir directamente a la parte culpable".
El xiezhi fue usado como un símbolo de justicia y ley. El Censorado de las eras Ming y Qing, que eran responsables de la supervisión del servicio civil, usaba el xiezhi como una insignia de oficina. Del mismo modo, los policías militares de la República de China llevan insignias con el xiezhi, y está grabado en los martillos en los tribunales de justicia de la República Popular de China.

## Japón
En Japón se le conoce como kaichi (獬 豸), también conocido como shin'yō (神 羊 'oveja divina'). Es similar a un león con un cuerno en la parte superior de su cabeza. 

## Corea

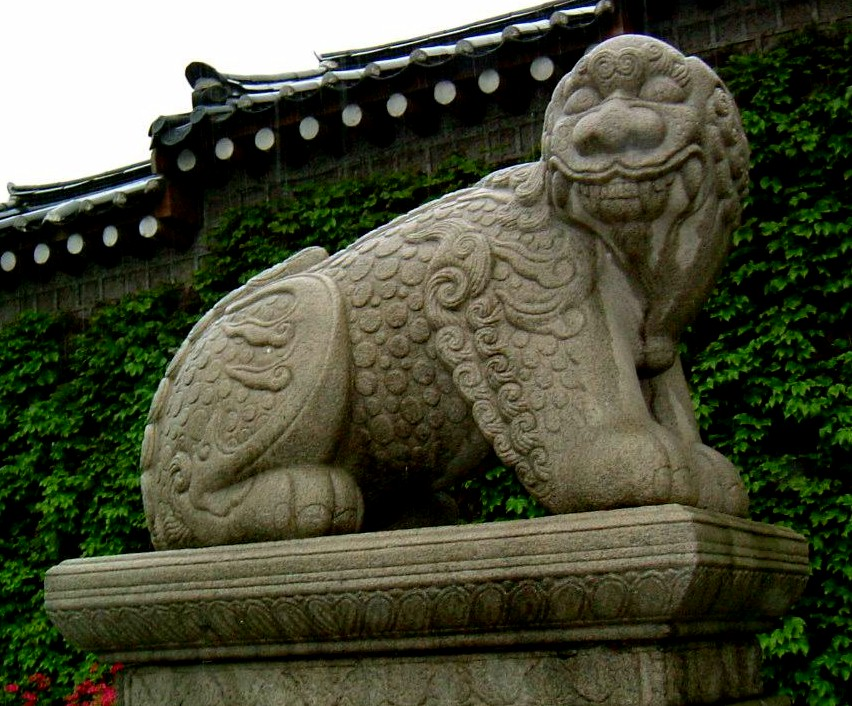
Una foto de un haetae tomada en un palacio coreano

El xiezhi se conoce como haetae en Corea. Según los registros coreanos, el cuerpo del haetae es musculoso, tiene la forma de un león y tiene un cuerno en la frente. Tiene una campana en el cuello y el cuerpo está cubierto de escamas afiladas. Vive en las zonas fronterizas de Manchuria.
En la antigua Corea, las esculturas de Haetae se usaban en arquitectura durante la dinastía Joseon temprana, ya que se confiaba en su imagen para poder proteger a Hanyang (ahora Seúl) de los desastres naturales y dar la ley y el orden a la población. La ciudad de Seúl ha utilizado oficialmente el haechi (origen de haetae) como símbolo desde 2009.

## En cultura popular
- El drama coreano Haechi tiene la criatura homónima como motivo para los personajes.
- El personaje Yanfei de Genshin Impact tiene su temática e historia relacionada con esa criatura.[5]